# Аю (приток Туя)
Аю — река в Тевризском районе Омской области России. Устье реки находится в 151 км от устья реки Туй по правому берегу. Длина реки составляет 54 км, площадь водосборного бассейна — 433 км².

## Притоки
(указано расстояние от устья)
- 9 км: Уралью (лв)
- 26 км: река без названия (лв)
- Широкая (пр)
- 30 км: Павловка (лв)
- Прямая (лв)

## Данные водного реестра
По данным государственного водного реестра России относится к Иртышскому бассейновому округу, водохозяйственный участок реки — Иртыш от впадения реки Омь до впадения реки Ишим, без реки Оша, речной подбассейн реки — бассейны притоков Иртыша до впадения Ишима. Речной бассейн реки — Иртыш.